# Ctenochira analis
Ctenochira analis är en stekelart som först beskrevs av Cresson 1864.  Ctenochira analis ingår i släktet Ctenochira och familjen brokparasitsteklar. Inga underarter finns listade i Catalogue of Life.